# Жанабірлік (Астраханський район)
Жанабірлі́к (каз. Жаңабірлік) — село у складі Астраханського району Акмолинської області Казахстану. Входить до складу Астраханського сільського округу.
Населення — 56 осіб (2021; 97 у 2009, 139 у 1999, 156 у 1989).
Національний склад станом на 1989 рік:
- казахи — 100 %.